# Kakasbos
Kakasbos (en grec ancien Κακασβος, retrouvé seulement sous la forme dative Κακασβω) est une divinité anatolienne antique. Identifié à Héraclès au plus tard au début de l’époque impériale romaine, il a été exclusivement vénéré dans le sud de l’Asie mineure, plus précisément en Lycie et en Pisidie. Dieu cavalier à la massue, Kakasbos semble relié à la protection contre les dangers sauvages, mais cela reste discuté dans la communauté historienne.

## Mythologie
Le récit mythologique entourant Kakasbos est malheureusement inconnu, car aucun texte révélant cet aspect de son culte n’a été mis au jour jusqu’à maintenant. La probabilité d’une telle découverte reste mince, car les Lyciens n’ont produit que très peu de textes (dans leur langue lycienne natale ou dans toute autre langue), et encore moins dont la teneur n’est pas administrative ou funéraire. Par ailleurs, les Grecs et les Romains ne semblent s’être que peu intéressés aux cultes autochtones lyciens et pisidiens, car seul un nombre infime de textes font mention de telles divinités (Maseis ou Tarchunt, par exemple).

## Culte

### Étendue
Le culte de Kakasbos était circonscrit au sud de l’Asie mineure, en Lycie et en Pisidie. En effet, la quasi-totalité des traces laissées par son culte ont été retrouvées dans une région située entre les villes modernes de Fethiye (l’antique Telmessos) et Nebiler (à une dizaine de kilomètres au sud-ouest de Korkuteli). Certaines des stèles qui lui sont dédiées ont été retrouvées dans d’autres cités d’Asie Mineure  (Milet ou Halicarnasse, par exemple) ou à Rhodes, mais il n’existe aucun doute quant à leur origine lycienne ou pisidienne. 

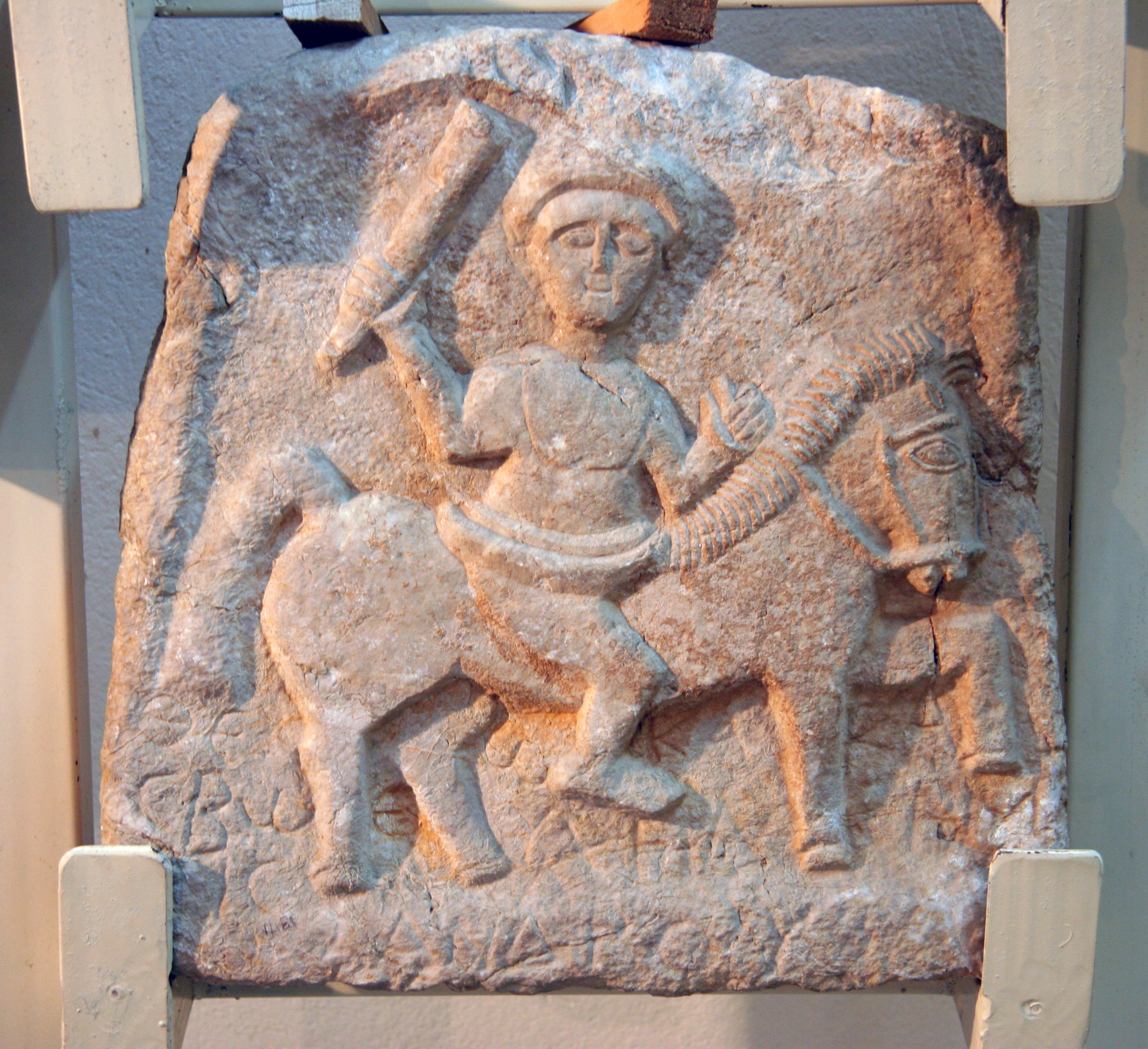
Stèle dédiée à Kakasbos, Musée de Fethiye, inv. 2.11.79.1481, IIIe siècle-IVe siècle siècle p.C., Calcaire

### Traces
Kakasbos recevait un culte qui nous semble intimement relié à celui d’Héraclès. Les traces laissées par la dévotion au dieu anatolien sont, en effet, absolument équivalentes à celles laissées par les fidèles d’Héraclès cavalier. Seule une inscription indiquant de manière explicite le nom de la divinité permet donc de distinguer de manière certaine à qui un ex-voto spécifique était dédié. 
Près de Yuvalak, à proximité de Tefenni, un sanctuaire regroupant plusieurs dizaines de reliefs rupestres à l’effigie de Kakasbos et d’Héracles a été retrouvé. Malheureusement, la plupart des sculptures sont fortement érodées, ce qui ne donne que peu d’élément alimentant la compréhension du dieu, ou du site lui-même. En outre, la dizaine d’inscriptions accompagnant certains reliefs a subi de lourds dégâts, qui ne laissent que quatre ou cinq messages lisibles, trop peu pour pouvoir mener une analyse solide.
D’autres sources sont cependant plus loquaces. 121 stèles ornées d’un relief et inscrites en grec ancien ont été retrouvées dans le nord de la Lycie et dans le sud de la Pisidie. Les inscriptions, très courtes, sont de nature dédicatoire et adoptent, à quelques variations près, la formule suivante : « Untel, fils d’untel, [a rempli] à Kakasbos/Héraclès sa prière. » Elles nous apprennent que les dédicaces sont faites majoritairement par des gens portant un nom grec, mais aussi par d’autres dont l’anthroponyme est indigène (lycien ou pisidien). On retrouve de plus quelques noms latins, trop peu cependant pour conclure à une réelle influence latine. Toutes les combinaisons, d’un côté, de l’origine du nom du dédicateur, et de l’autre, du dédicataire sont rencontrées; aucun clivage ethnique n’est donc apparent. Les reliefs, quant à eux, sont assez bien conservés pour la plupart : certains détails du visage de la divinité, de son équipement ou de sa monture apparaissent toujours. 
Par ailleurs, d’autres stèles sans inscription, plus d’une centaine, ont également été trouvées en Lycie-Pisidie. Elles offrent un complément utile aux stèles inscrites, mais n’apportent pas d’élément nouveau à la compréhension.
Enfin, d’autres sources ont été reliées à Kakasbos. Des monnaies arborant un dieu cavalier portant une arme qui s’apparente à une massue ont été mises au jour, mais aucune n’identifie explicitement Héraclès ou Kakasbos. Le nom du dieu anatolien semble se trouver sur une gemme gnostique, mais l’inscription est unique et ne peut pas être reliée avec solidité à Kakasbos. Enfin, des figurines de ce qui semble être un cavalier à la massue non identifié ont été retrouvées dans un temple, à Sagalassos. Cependant, il a été maintes fois suggéré qu’elles ne représentaient probablement pas Kakasbos, et que le temple n’était pas non plus dédié au dieu cavalier micrasiatique.